# Леменчук, Александр Анатольевич
Александр Анатольевич Леменчук (20 ноября 1960) — советский и казахстанский футболист, полузащитник, футбольный тренер.

## Биография
Всю свою игровую карьеру провёл в составе клуба «Актюбинец». В чемпионатах СССР во второй лиге за 13 сезонов сыграл более 300 матчей. В первой половине 1990-х годов сыграл 7 матчей в высшей лиге Казахстана.
Несколько раз входил в тренерский штаб своей команды, а в 1995—1997 годах работал главным тренером.